# La Asunción
La Asunción és la capital de l'Estat Nueva Esparta situada a la part oriental de l'illa de Margarita que té una població segons el cens de 2001 de 23.097 habitants.
Distàncies des de La Asunción: 39 quilòmetres, a Porlamar, 30 quilòmetres, a Sant Joan Baptista, 23 quilòmetres. Carreteres asfaltades.
La ciutat va ser fundada l'any 1562 per Pedro González Cervantes de Albornoz i durant la seva història va ser nomenada de diferents maneres com: Villa del Espiritu Santo, Valle de Santa Llúcia i La Margarita fins a quedar oficialment nomenada com l'Asunción.
Aquesta ciutat va ser un important bastió en la lluita per la independència veneçolana i més durant la seva història va ser una població important per a Espanya fent que més d'una vegada la mateixa fos atacada per pirates i corsaris.